# Canal Hotel

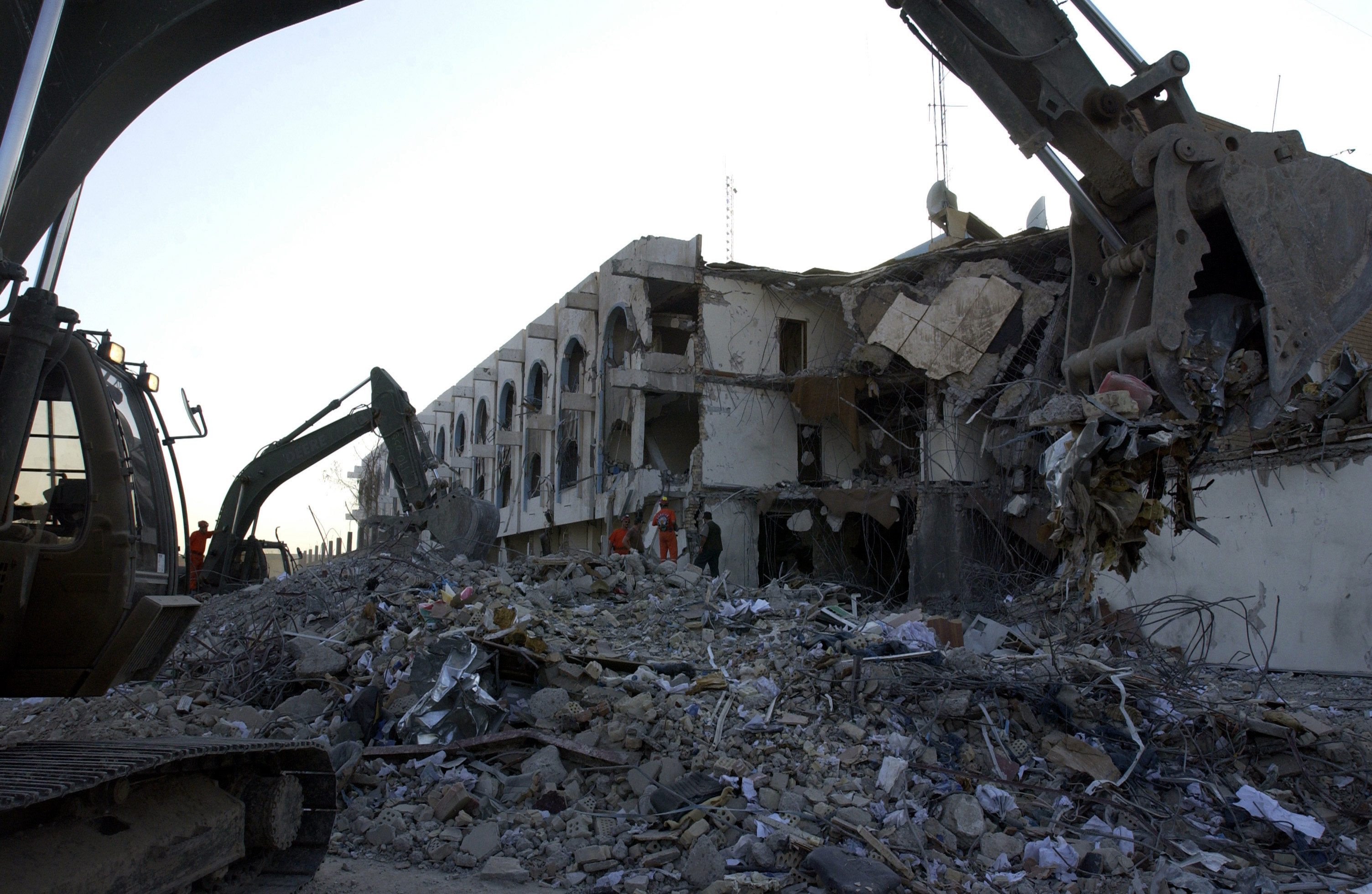
Canal Hotel, Bergungsarbeiten nach dem ersten Anschlag 2003

Das Canal Hotel ist ein ehemaliges Hotel in Bagdad.
Beim Bombenattentat am 19. August 2003 kamen 22 Menschen um und mehr als 100 Personen wurden verletzt. Es folgte am 22. September 2003 eine zweite Bombe. Betroffen war insbesondere Personal der Vereinten Nationen (UN), das hier sein Hauptquartier im Irak unterhielt, darunter Sérgio Vieira de Mello.
2013 stellte sich das Hotel als verlassene Ruine dar.